# Karoline Bjerkeli Grøvdal
Karoline Bjerkeli Grøvdal (* 14. Juni 1990 in Ålesund) ist eine norwegische Mittel- und Langstreckenläuferin, die auch im Hindernislauf an den Start geht. Sie ist mehrfache Europameisterin im Crosslauf und wurde 2024 Europameisterin im Halbmarathon.

## Sportliche Laufbahn
Schon im Jugendalter war Grøvdal sehr erfolgreich, besonders über die 3000 Meter Hindernis. Im Jahr 2006 belegte sie bei den Juniorenweltmeisterschaften in Peking im Alter von 16 Jahren den fünften Gesamtrang. Im darauffolgenden Jahr gewann sie bei den Jugendweltmeisterschaften in Ostrava die Bronzemedaille und holte bei den Junioreneuropameisterschaften in Hengelo die Goldmedaille über 3000 Meter Hindernis. Dabei stellte sie einen neuen europäischen Juniorenrekord von 9:44,34 min auf. Sie konnte sich auch für die Weltmeisterschaften in Osaka qualifizieren, scheiterte dort aber bereits in der Vorrunde. 2009 holte sie bei den Junioreneuropameisterschaften im serbischen Novi Sad erneut Gold über ihre damals stärkste Disziplin und zusätzlich auch Gold über die 5000 Meter. Auch in diesem Jahr gelang ihr die Qualifikation für die Weltmeisterschaften in Berlin, schied dort aber erneut in der Vorrunde aus. In den folgenden Jahren spezialisierte sich Grøvdal mehr und mehr auf die flachen Mittel- und Langdistanzläufe. Bei den Europameisterschaften 2010 in Barcelona belegte sie über 5000 Meter im Finale den 9. Rang und schied über 10.000 Meter im Finale aus. 2012 qualifizierte sie sich über 5000 Meter für die Olympischen Spiele in London, bei denen sie, wie auch bei den Weltmeisterschaften in Moskau im Folgejahr und 2015 in Peking, in der Vorrunde ausschied.
2016 gelang es ihr, in sämtlichen Laufdistanzen von 1500 bis 10.000 Meter neue persönliche Bestleistungen aufzustellen und qualifizierte sich für die Olympischen Spiele in Rio de Janeiro. Dort erzielte sie über 5000 und 10.000 Meter jeweils mit neuer persönlicher Bestleistung einen siebten und neunten Rang. Zusätzlich erreichte sie bei den Europameisterschaften 2016 in Amsterdam mit dem dritten Platz über 10.000 Meter ihre erste Medaille in der Seniorenaltersklasse. Für die Weltmeisterschaften 2017 in London war sie über 1500, 5000 und 10.000 Meter qualifiziert, entschied sich aber dazu, nur in den beiden kürzeren Distanzen an den Start zu gehen. Über 1500 Meter scheiterte sie aber bereits im Vorlauf, während sie über 5000 Meter das Finale erreichte, welches sie aber nicht beenden konnte. Wenige Wochen später verbesserte sie bei den norwegischen Meisterschaften den nationalen Hindernislaufrekord auf 9:13,35 min und klassierte sich damit zu diesem Zeitpunkt innerhalb der besten 25 Athletinnen aller Zeiten über diese Distanz, die sie seit Jahren kaum mehr bestritten hatte. Im Jahr darauf startete sie dann im Hindernislauf bei den Europameisterschaften in Berlin und gewann dort in 9:24,46 min die Bronzemedaille hinter der Deutschen Gesa Felicitas Krause und Fabienne Schlumpf aus der Schweiz.
2019 belegte sie bei den Halleneuropameisterschaften in Glasgow in 8:52,12 min den fünften Platz über 3000 Meter und nahm im Herbst an den Weltmeisterschaften in Doha teil. Dort konnte sie ihren Vorlauf über 5000 Meter nicht beenden, gelangte aber im Hindernislauf bis ins Finale und lief dort nach 9:29,41 min auf Rang 13 ein. Anschließend gewann sie bei den Crosslauf-Europameisterschaften in Lissabon in 27:07 min die Silbermedaille hinter der Türkin Yasemin Can. 2021 nahm sie ein weiteres Mal an den Olympischen Spielen in Tokio teil und konnte dort ihr Rennen über 10.000 Meter nicht beenden, gelangte aber im 5000-Meter-Lauf bis ins Finale und klassierte sich dort mit 15:09,37 min auf Rang 14. Im Dezember startete sie erneut bei den Crosslauf-Europameisterschaften in Dublin und sicherte sich dort in 26:34 min ihren zweiten Titel nach 2015. Im Jahr darauf belegte sie bei den Weltmeisterschaften in Eugene in 14:57,62 min im Finale über 5000 Meter den achten Platz und anschließend musste sie bei den Europameisterschaften in München ihr Rennen vorzeitig beenden und kam nicht ins Ziel. Im Dezember verteidigte sie bei den Crosslauf-Europameisterschaften in Turin in 26:25 min ihren Titel im Einzelrennen. 2023 schied sie bei den Weltmeisterschaften in Budapest mit 15:08,96 min im Vorlauf über 5000 Meter aus. Im Dezember siegte sie bei den Crosslauf-Europameisterschaften in Brüssel in 33:40 min zum dritten Mal in Folge. Im Jahr darauf siegte sie in 1:09:09 h beim New-York-City-Halbmarathon und wurde anschließend nach 32:49 min 14. bei den Crosslauf-Weltmeisterschaften in Belgrad. Im Juni gewann sie bei den Europameisterschaften in Rom in 14:38,62 min die Silbermedaille über 5000 Meter hinter der Italienerin Nadia Battocletti und siegte nur zwei Tage später in 1:08:09 h im Halbmarathon. Anschließend belegte sie bei den Olympischen Spielen in Paris in 14:43,21 min im Finale den achten Platz über 5000 Meter.
In den Jahren 2006, 2009 und 2010 sowie 2017 und 2019 wurde Grøvdal norwegische Meisterin über 3000 Meter Hindernis sowie 2008 und 2010, 2012 und 2014 sowie 2021 und 2024 im 5000-Meter-Lauf und 2013 sowie 2015 auch über 1500 Meter.

## Persönliche Bestleistungen
- 1500 Meter: 4:03,07 min, 4. Juli 2021 in Stockholm
- 1 Meile: 4:26,23 min, 9. Juni 2016 in Oslo (norwegischer Rekord)
- 3000 Meter: 8:27,02 min, 30. Mai 2024 in Oslo (norwegischer Rekord)
  - 3000 Meter (Halle): 8:44,68 min, 10. Februar 2019 in Bærum (norwegischer Rekord)
- 5000 Meter: 14:31,07 min, 16. Juni 2022 in Oslo (norwegischer Rekord)
- 10.000 Meter: 30:50,84 min, 8. Mai 2021 in Oslo
- 10-km-Straßenlauf: 30:32 min, 17. Oktober 2020 in Hole
- Halbmarathon: 1:07:34 h, 17. September 2023 in Kopenhagen
- 3000 m Hindernis: 9:13,35 min, 26. August 2017 in Sandnes (norwegischer Rekord)